# Oblivion: The Black Hole
Oblivion: The Black Hole is een stalen duikachtbaan in het Italiaanse attractiepark Gardaland. De opening van deze attractie was op 28 maart 2015. De achtbaan is een van de vele types die is ontworpen door het Zwitserse achtbaanbedrijf Bolliger & Mabillard. Sinds de opening is het de eerste achtbaan met een verticale drop in Italië en is het de vierde duikachtbaan in Europa.

## Traject
Nadat men de lifthill heeft gehad, maakt de trein een bocht naar links. Na twee seconden stilhangen op de baan, wordt de trein losgelaten en valt hij met maar liefst 100,1 km/u 47,5 meter naar beneden. Nadat de trein door de tunnel is gegaan, volgt een Immelmann. Dat is een halve looping met een grote draai, waardoor de trein dezelfde kant op gaat als waar hij vandaan kwam. Hierna komt een 270° helix. Na de helix komt de trein in een zogenaamde Zero-G-Roll, dat is een hoge draai in de lucht waarbij men 0 g (gewichtsloosheid) voelt.